# Колесурське сільське поселення
Колесу́рське сільське поселення — муніципальне утворення в складі Селтинського району Удмуртії, Росія. Адміністративний центр — присілок Колесур.

## Історія
Станом на 2002 рік селище Льнозаводський перебувало у складі Селтинської сільської ради.

## Населення
Населення становить 894 особи (2019, 1064 у 2010, 1182 у 2002).

## Склад
До складу поселення входять такі населені пункти:
| Населений пункт           | Населення, осіб (2002) | Населення, осіб (2010) |
| ------------------------- | ---------------------- | ---------------------- |
| Велика Нир'я, присілок    | 82                     | 65                     |
| Кельмовир-Жик'я, присілок | 2                      | 5                      |
| Колесур, присілок         | 404                    | 388                    |
| Льнозаводський, присілок  | 190                    | 159                    |
| Нова Жик'я, присілок      | 62                     | 59                     |
| Пожгурт, присілок         | 132                    | 110                    |
| Рожки, присілок           | 13                     | 8                      |
| Уметьгурт, присілок       | 236                    | 229                    |
| Чиб'яншур, присілок       | 7                      | 3                      |
| Шаклеї, присілок          | 54                     | 38                     |

## Господарство
В поселенні діють школа, садочок, 3 ФАПи, 3 клуби, 2 бібліотеки.